# Peyro Estampo
La Peyro Estampo est une curiosité naturelle située à Aiguefonde, dans le Tarn, en région Occitanie.

## Description
La pierre, dont le nom signifie « pierre se tenant sur ses pieds » est une curiosité naturelle souvent prise à tort pour un dolmen et confondue avec le pseudo-dolmen de Récuquelle situé à 350 m au nord-est. La pierre est une dalle de schiste de 4,70 m de longueur sur 2,10 m de largeur, épaisse de 0,70 m qui repose sur trois blocs ovoïdes en granite.
La pierre comporte vers le milieu un triangle en creux, sensiblement équilatéral, de 17 cm de côté et un dessin rappelant la lettre « H ».